# Túrin Turambar

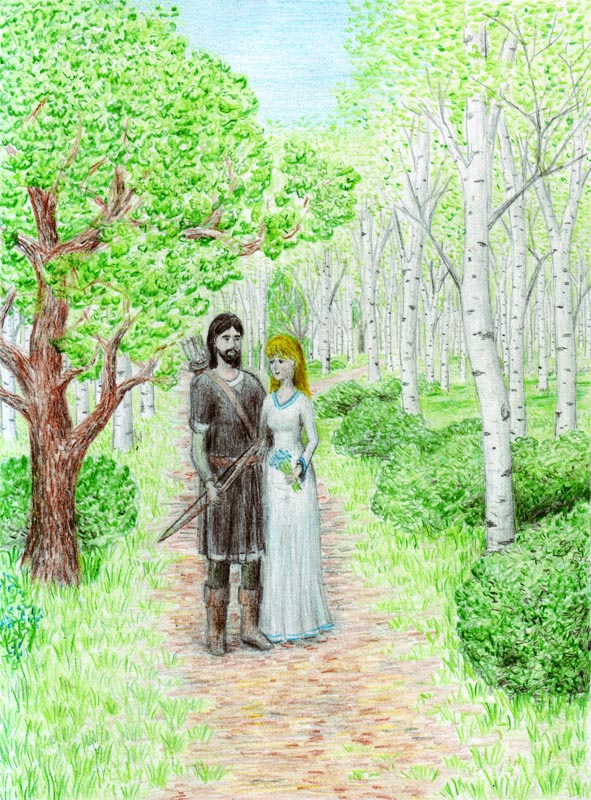
Wyobrażenie Túrina i Niënor w Brethilu

Túrin Turambar (ur. 463 roku Pierwszej Ery w Dor-lóminie, zm. 499 roku Pierwszej Ery w Cabed-en-Aras) – postać ze stworzonej przez J.R.R. Tolkiena mitologii Śródziemia, jeden z głównych bohaterów Silmarillion i Niedokończonych opowieści, protagonista Dzieci Húrina.
Túrin pojawia się także we drugim tomie Księga zaginionych opowieści i dwóch kolejnych tomach Historii Śródziemia. Jest wspominany we Władcy Pierścieni.
Túrin był synem Húrina Thaliona i Morweny, bratem Urweny Lalaith oraz Niënor Níniel, której, w wyniku splotu zdarzeń, został mężem.
Znany był pod licznymi imionami Neithan, Gorthol, Agarwaen syn Úmartha, Thurin, Adanedhel, Mormegil i Turambar, które często  przybierał po to, by uciec przed klątwą Morgotha.

## Życiorys

### Rodowód i dzieciństwo
Urodził się w Dor-lóminie. Z powodu klęski w Nirnaeth Arnoediad, pojmania Húrina i zagrożenia rodzimej krainy musiał ujść do Doriathu, pod opiekę Thingola, który pokochał go jak syna. Tam też poznał swojego przyjaciela Belega. Po pewnym czasie otrzymał od Thingola spuściznę swojego rodu, Smoczy Hełm. Uciekł jednak z Doriathu, aby nie zostać posądzonym o zabicie Saerosa.

### Wygnanie
Po długiej wędrówce spotkał banitów, których przywódcą był wówczas Forweg. Túrin przedstawił się nieznajomym jako Neithan (sind. Skrzywdzony). Niebawem zajął miejsce Forwega. Wkrótce, z rozkazu króla Doriathu, na poszukiwania Túrina wyruszył Beleg, który przyniósł mu informacje o tym, że Thingol uznał go za niewinnego i może powrócić do Doriathu. Jednak syn Húrina odmówił, uznając swój powrót za niegodny. Pewnego dnia banici pojmali krasnoluda Mîma i jako okup zamieszkali w jego domu. Krasnolud jednak zdradził ich orkom, którzy wkrótce napadli na miejsce zamieszkania banitów. W bitwie zginęło wielu ludzi. Przeżył, choć ciężko ranny, Beleg i Túrin wzięty żywcem do niewoli. Beleg szybko ruszył w pościg za orkami. Na swej drodze spotkał Gwindora, który uciekł z Angbandu. Razem w nocy uwolnili Túrina. Jednak ten gdy zobaczył ich, pomyślał, że są to orkowie, wyrwał Belegowi miecz z ręki i zabił go. Túrin długo nie mógł pogodzić się ze śmiercią najlepszego przyjaciela.

### W Nargothrondzie
Gwindor zaprowadził Túrina do Nargothrondu, jednego z królestw elfów, które wciąż opierały się Morgothowi. Aby go nie rozpoznano, przybrał imię Agarwaen, syn Úmartha (sind. Splamiony Krwią, syn Złego Losu). Zakochała się w nim córka króla Nargothrondu, Orodretha, Finduilas. Jego prawdziwe imię wyjawił zakochany w Finduilas Gwindor, który obawiał się, że zły los pisany Túrinowi może skrzywdzić też jego ukochaną. W Nargothrondzie był znany także pod mianem Adanedhel (sind. człowiek-elf, gdyż przypominał elfa zarówno z wyglądu, jak i pod względem umiejętności), Finduilas nazywała go imieniem Thurin (sind. Tajemnica). Z czasem dzięki swoim umiejętnościom Túrin osiągnął popularność oraz władzę, większą, niż Orodreth. Został dowódcą wojsk Nargothrondu. Zmienił sposób walki elfów z królestwa. Zaniechał dotychczasowej strategii atakowania z zaskoczenia małymi siłami: przygotował królestwo do otwartej walki i wyprowadził w pole całą armię. W bitwie z siłami Morgotha, wśród których był smok Glaurung, przegrał. Doprowadził tym samym do ujawnienia miejsca, w którym znajdował się Nargothrond. Gród został zajęty przez Glaurunga, a ukryte w nim elfy wzięte do niewoli.
Sam Túrin próbował ratować pojmane kobiety i stanął naprzeciw smoka, ale został przez niego zaczarowany. Pod wpływem czaru Túrin zapomniał o wziętej do niewoli Finduilas i wyruszył na poszukiwanie swojej matki i siostry. Gdy okazało się, że Glaurung skłamał i nie cierpią one w Dor-lóminie. Túrin ruszył na poszukiwania Findulas, lecz było już jednak zbyt późno. Królewna elfów została zamordowana przez orków tuż przed tym, zanim rozgromili ich ludzie z Brethilu pod przywództwem Dorlasa. Findulas została pochowana w pobliżu miejsca, gdzie zginęła, w miejscu zwanym odtąd Haudh-en-Elleth (Mogiła Księżniczki Elfów).

### W Brethilu
Szukając Findulas, Túrin dotarł do Brethilu, gdzie spotkał Dorlasa i dowiedział się, jaki los spotkał królewnę. Postanowił zamieszkać wśród ludu Halethy, przyjmując nowe imię: Turambar (w mowie Elfów Wysokiego Rodu: Pan Losu) i próbując uciec od ciążącej na nim klątwie. W czasie pobytu w Brethilu zyskał przyjaźń tamtejszego ludu, broniąc granic lasu przed orkami. Pewnego razu znalazł na kurhanie Níniel, półżywą dziewczynę, którą była jego siostra Niënor, dotkniętą amnezją wywołaną przez smoka Glaurunga. Nie pamiętała niczego z tego, co się wydarzyło przed jej spotkaniem z Túrinem, który opuścił rodzinny Dor-lómin, gdy była jeszcze małym dzieckiem. Nie znając jej tożsamości, nadał jej imię Níniel (Dziewczyna we Łzach). Odtąd mieszkała wśród Haladinów, gdzie zakochał się w niej ich przywódca, Brandir. Níniel jednak zakochała się ze wzajemnością w Túrinie, który szybko osiągnął dużą popularność, a wraz z nią władzę. Nie wiedząc, że są rodzeństwem, para pobrała się, a niedługo później Níniel spodziewała się dziecka.
W tym samym czasie Glaurung wyszedł ze spustoszonego Nargothrondu i ruszył do Brethilu. Túrin wyszedł mu naprzeciw i zaplanował zasadzkę w Cabed-en-Aras, w miejscu, gdzie Teiglin płynął stromym jarem. Tam pokonał smoka, wbijając mu miecz Gurthang w brzuch, kiedy smok przekraczał jar z rzeką. Túrin został jednak ranny i zemdlał obok konającego smoka. Tak znalazła ich Níniel, która wbrew prośbom Brandira, poszła szukać męża. Glaurung tuż przed śmiercią wyznał jej prawdę o pochodzeniu jej i Túrin, i o kazirodztwie, jakiego się dopuścili. Smok umarł, a zrozpaczona Niënor, odzyskawszy pamięć, popełniła samobójstwo rzucając się do rzeki. Świadkiem tego był Brandir i opowiedział o wszystkim Túrinowi, gdy ten się ocknął. Syn Húrina nie uwierzył, co doprowadziło to do waśni, w wyniku której Túrin zabił Brandira. Jakiś czas później spotkał w lesie dawnego przyjaciela z Doriathu, Mablunga, który opowiedział mu, jak Niënor uciekła do lasu Brethil i słuch o niej zaginął. Wówczas Túrin zrozumiał, że jego żona Níniel była faktycznie jego siostrą Niënor, i że niesprawiedliwie zabił Brandira. Oszalały z bólu, dotarł do Cabed-en-Aras i tam popełnił samobójstwo, rzucając się na swój własny miecz. Pochowano go w Kamieniu Nieszczęśliwych razem z matką, Smoczym Hełmem i Gurthangiem.

### Ostateczne losy
Niekanoniczna, Druga Przepowiednia Mandosa mówi, że ostatecznie Túrin pomści siebie, swoją rodzinę i wszystkich ludzi podczas Dagor Dagorath, kiedy to zabije Morgotha. Zostanie także włączony między synów Valarów.

## Rodzina

### Hurin
Húrin, noszący przydomek Thalion (Nieugięty) był wielkim wojownikiem, sojusznikiem króla elfów Turgona. Został jednak jeńcem Morgotha, gdy Túrin był dzieckiem, a wyszedł z niewoli dopiero po jego śmierci.

### Morwena
Morwena zwana Eledhwen (Blask Elfów) odznaczała się nadzwyczajną urodą. Wysłała Túrin do Doriathu, gdyż było tam bezpieczniej niż w Dor-lóminie. Próbowała go potem odnaleźć, lecz znalazła dopiero jego grób, pod którym także spoczęła.

### Niënor
Niënor (sin. Lament, także Níniel, Łza-kobieta) była siostrą, a później także żoną Túrina.
Jako dziecko zbiegła wraz z matką z Dor-lóminu do Doriathu, gdzie została wychowana na dworze króla Thingola. Jako nastoletnia dziewczyna wyruszyła razem z grupą elfów, na poszukiwania brata do Nargothrondu, gdzie zastała jedynie smoka Glaurunga, który rzucił na nią czar, wskutek czego straciła pamięć.
Doprowadziło to do jej małżeństwa z Túrinem, a w końcu samobójstwa dziewczyny, która zabiła się odzyskawszy pamięć.
Sanah Beach uznała postać Niënor za mroczną i negatywną, działającą nierozważnie i emocjonalnie. Marie Barnfield w artykule dla czasopisma „Mallorn”, uznała że postać Niënor wprawdzie stanowi bezpośrednie nawiązanie do siostry Kullervo, doszukała się w niej także nawiązania do Sadb, kochanki Finna MacCoola.
Damien Lykins, z serwisu Screenrant, uznał losy Niënor za jedną z największych tragedii Śródziemia.

### Urwena Lalaith
Urwena zwana Lalaith (Śmiech) była młodszą siostrą Túrina, która zmarła w dzieciństwie.

## Etymologia imienia
Imię Túrin pochodzi z sindarinu i znaczy w tym języku Zwycięski duch. Jego przydomek Turambar oznacza Pan Losu, choć jest przez samego Turina interpretowany jako Pan Mrocznego Cienia.